# Agelenopsis
Agelenopsis là một chi nhện trong họ Agelenidae.

## Hình ảnh

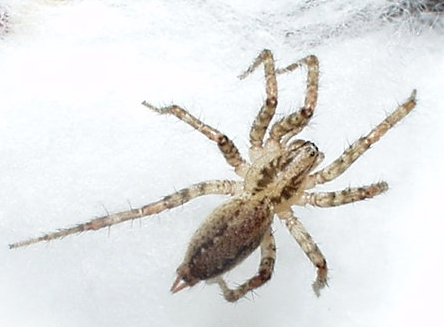
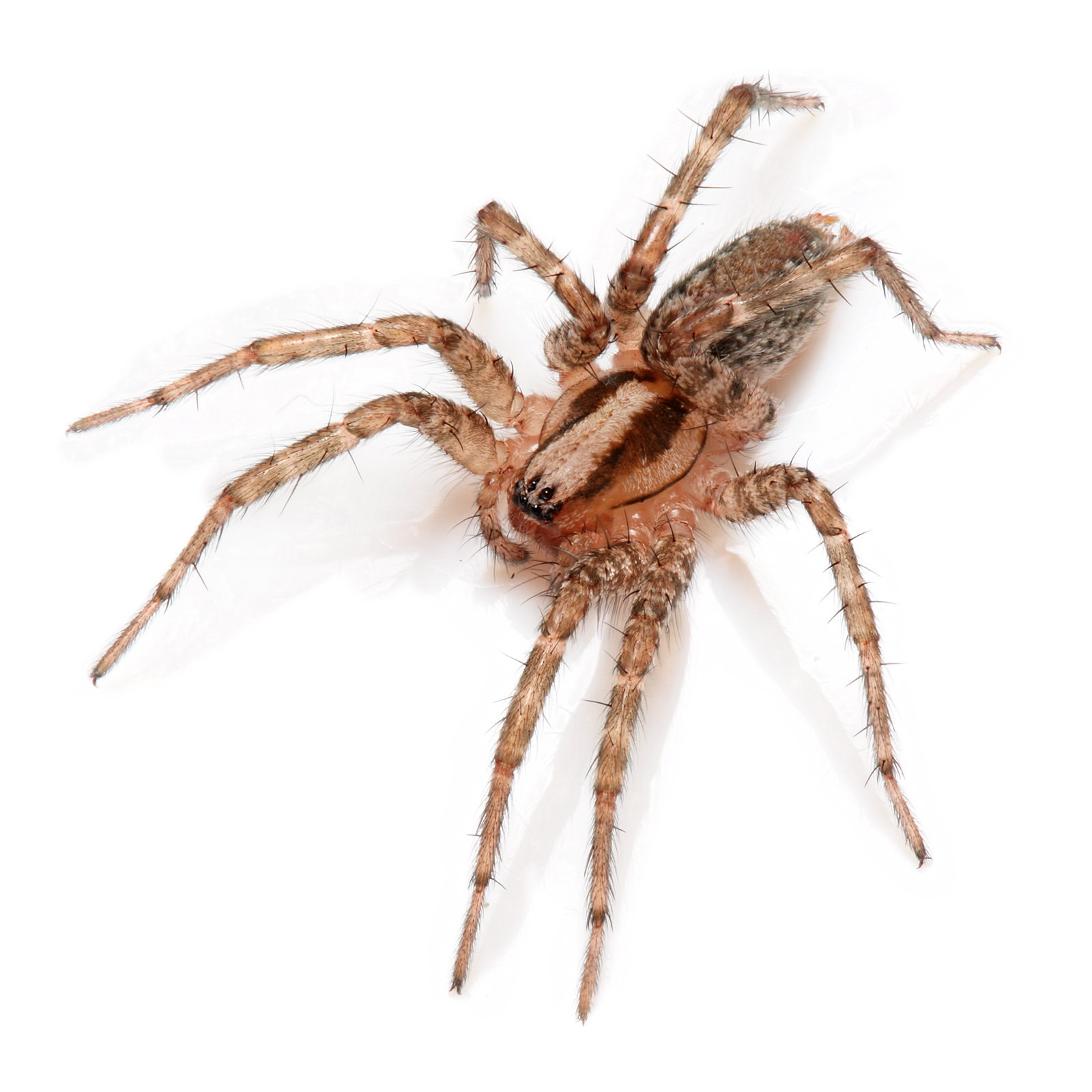
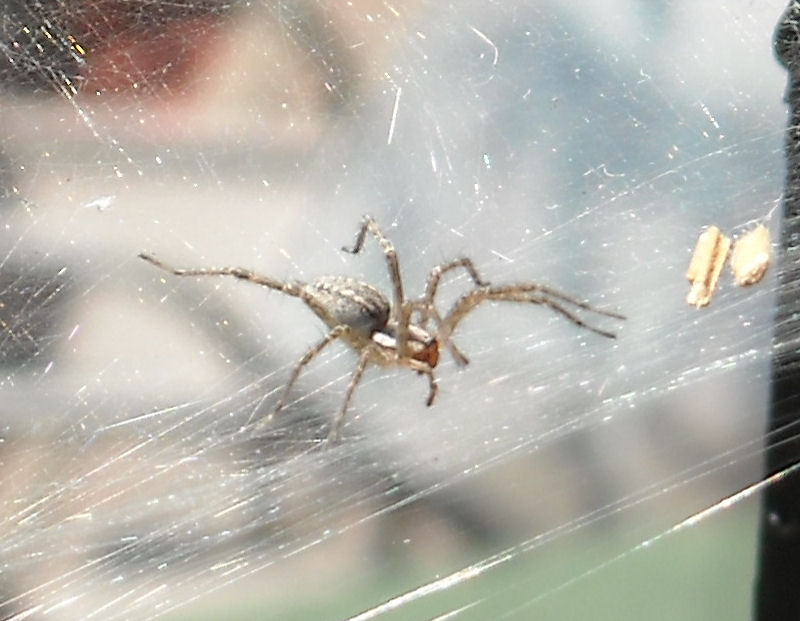
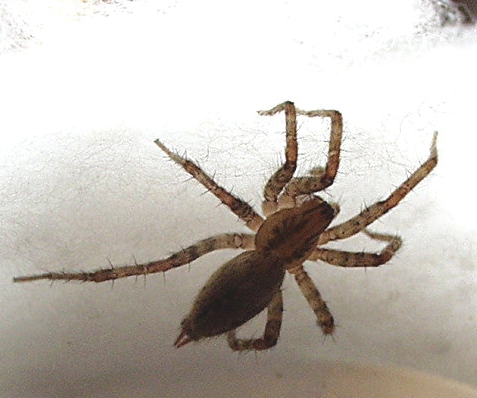